# Kościół św. Jana Chrzciciela w Kłoczewie
Kościół św. Jana Chrzciciela w Kłoczewie – kościół parafialny, znajdujący się w Kłoczewie w powiecie ryckim. 
Pierwszą, drewnianą świątynię w tym miejscu wybudowano w 1559 r., jako obiekt filialny wobec parafii w Żelechowie. W XVI w. przekształcony w zbór ewangelicko-reformowany. Status odrębnego kościoła parafialnego uzyskał w roku w 1575, po odzyskaniu go przez Kościół katolicki. 

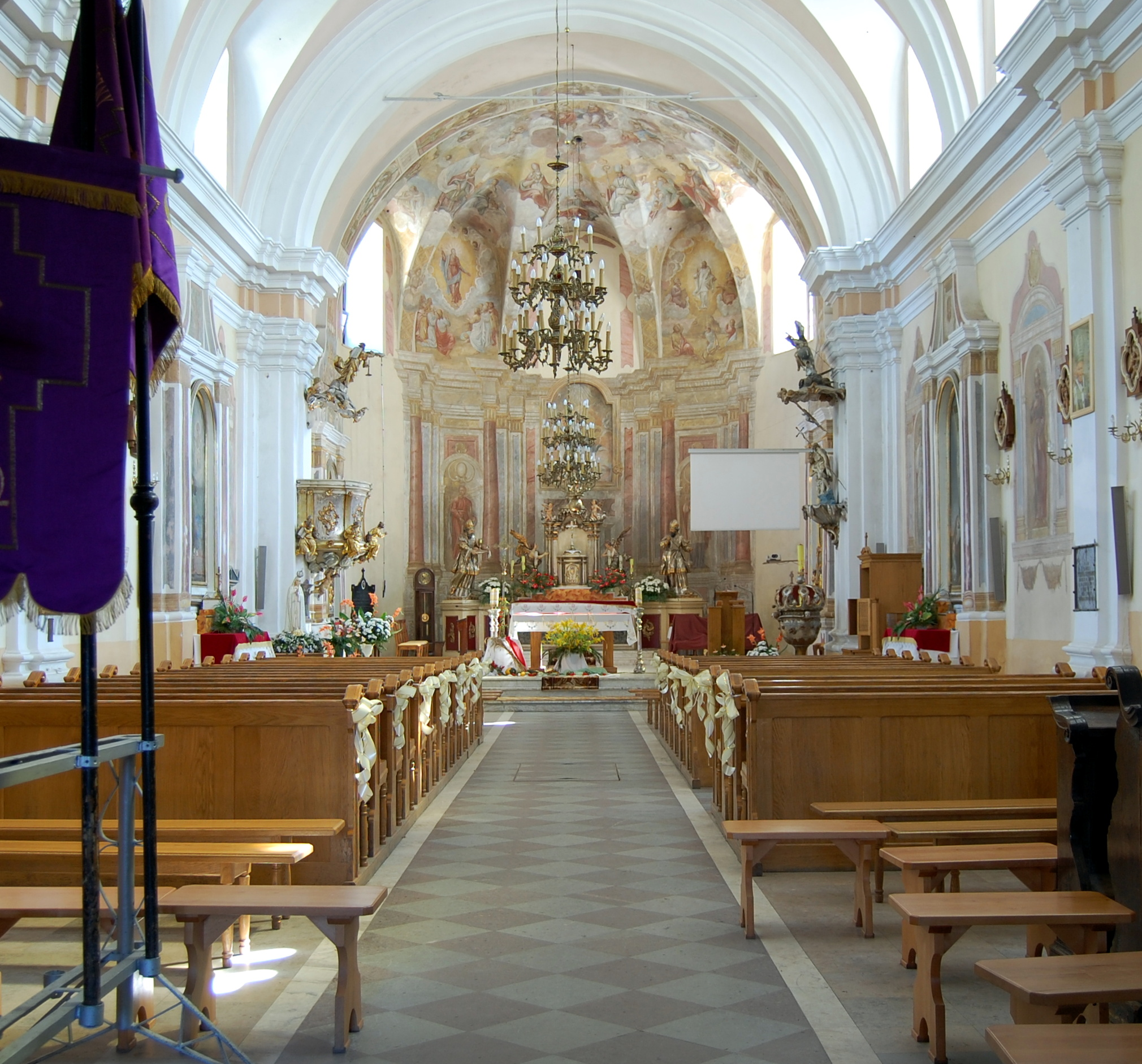
Wnętrze kościoła
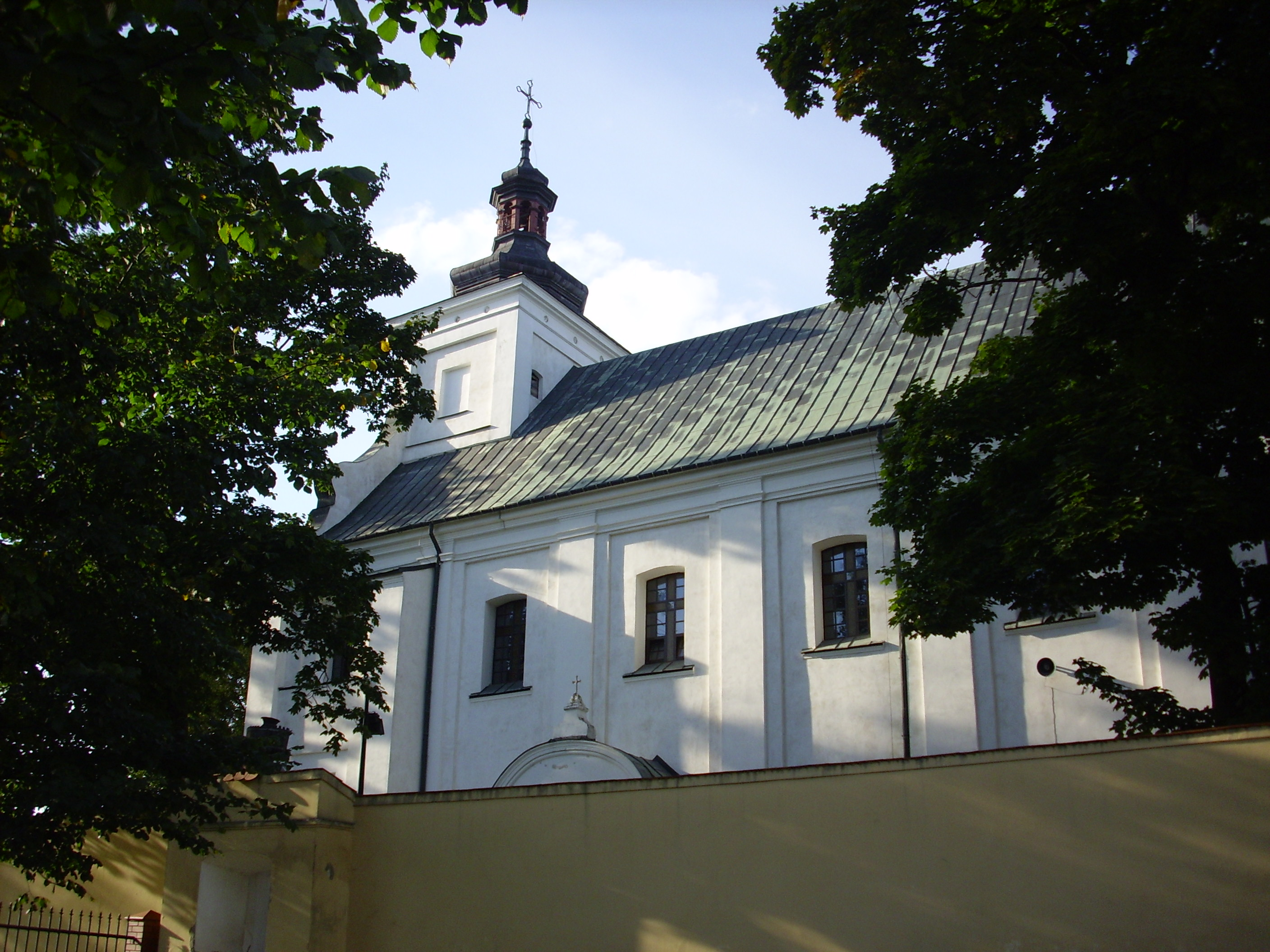
Kościół w Kłoczewie

Obecny wygląd świątynia uzyskała w roku 1737, dzięki budowie zapoczątkowanej przez ks. Antoniego Sebastiana Sojewskiego. Konsekracja nastąpiła w r. 1793 r. przez biskupa Jana Lenczowskiego. Styl barokowy, wyposażenie rokokowe z II poł. XVIII w. Plebania z II poł. XVIII w. Kronika parafialna od 1966 r.